# VK Partizan Belgrad
Der VK Partizan (serbisch-kyrillisch Ватерполо клуб Партизан – Waterpolo klub Partizan, deutsch Wasserballklub  Partizan; oft nur Partizan Belgrad) ist die Wasserballabteilung des serbischen Sportvereins Partizan Belgrad. Mit sieben Champions-League-Siegen ist Partizan das erfolgreichste Team in der Geschichte der europäischen Wasserballs. Gegründet wurde der Verein 1946 und spielt seit 1952 in der ersten Liga. Partizan war einer der besten Clubs in der SFR Jugoslawien und gehört heute zu den besten in Europa. Viele Spieler des Clubs waren auch in der Nationalmannschaft erfolgreich. Mit dem Stadtrivalen Roter Stern verbindet Partizan eine der bekanntesten Rivalitäten des Sports überhaupt sowie einer der bekanntesten Wasserballderbys weltweit. Dieses Aufeinandertreffen ist als das Ewige Derby bekannt.

## Titel/Erfolge

### National
- Jugoslawischer/Serbisch-montenegrinischer/Serbischer Meister (29): 1963–1966, 1968, 1970, 1972–79, 1984, 1987, 1988, 1995, 2002, 2007–2012, 2015, 2016, 2017, 2018
- Jugoslawischer/Serbisch-montenegrinischer/Serbischer Pokalsieger (26): 1973–79, 1982, 1985, 1987, 1988, 1990–1995, 2002, 2007, 2007–2012, 2016, 2017, 2018

### International

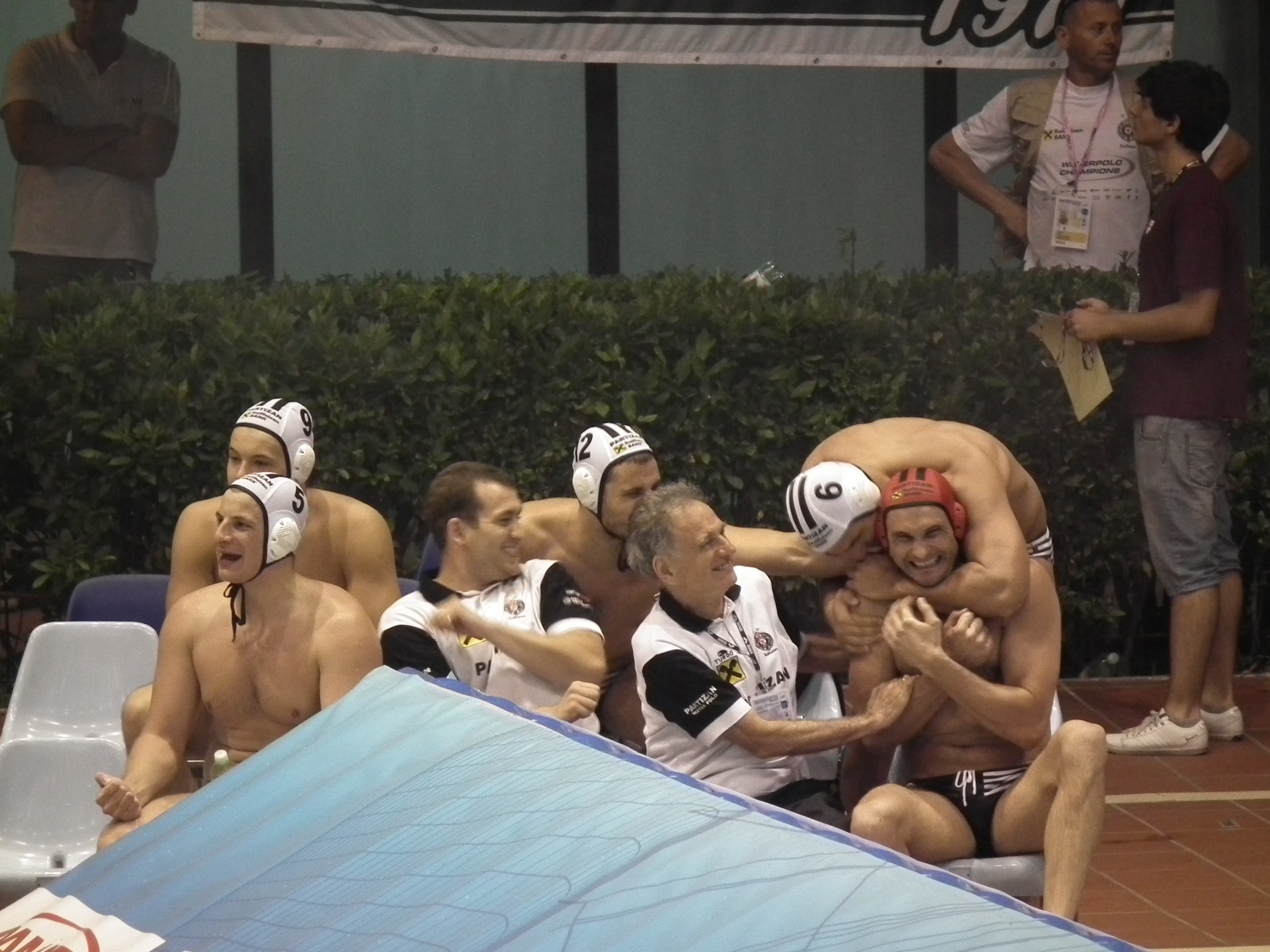
Spieler von Partizan feiern den Titelgewinner EuroInter League 2011

- Champions League (7): 1964, 1966, 1967, 1971, 1975, 1976, 2011
- Vizemeister der Champions League (3): 1965, 1973, 1990
- Europapokal der Pokalsieger: 1991
- Europa League: 1998
- Finalist der Europa League: 2005
- Europäischer Super Cup: 1991, 2011
- Finalist des Europäischen Super Cups: 1976
- Mittelmeer Meister (1): 1989
- EuroInter League (2): 2010, 2011
- Tom Hoad Cup (2): 2006, 2011

## Bekannte Spieler
| - Dragan Andrić - Dušan Antunović - Siniša Belamarić - Dejan Dabović - Filip Filipović - Živko Gocić - Igor Gočanin - Danilo Ikodinović - Dragan Jovanović | - Milorad Krivokapić - Nikola Kuljača - Predrag Manojlović - Uroš Marović - Igor Milanović - Slobodan Nikić - Djordje Perišić - Zoran Petrović - Djordje Popović | - Dušan Popović - Goran Rađenović - Nikola Ribić - Ratko Rudić - Dejan Savić - Nikola Stamenić - Vaso Subotić - Denis Šefik | - Aleksandar Šoštar - Milan Tadić - Petar Trbojević - Vanja Udovičić - Anto Vasović - Jugoslav Vasović - Vladimir Vujašinović - Predrag Zimonjić |